# Maggiore und Minore
Maggiore (maddʒ´o:re, ital. größer; frz. majeur) bezieht sich auf das Tongeschlecht Dur (gekennzeichnet durch die große Terz), Minore (ital. kleiner; frz. mineur) steht für Moll (wegen der kleinen Terz).
Die Bezeichnung Minore in Trios von Märschen, Tänzen, Scherzi, in Rondos oder Variationen, die in einer Durtonart stehen, weist darauf hin, dass in die Mollvariante dieser Durtonart gewechselt wird. Der Wiedereintritt in die durgeschlechtliche Haupttonart wird oft durch Maggiore angekündigt.
Entsprechend bezeichnet Maggiore bei einer Mollkomposition den Übergang in die gleichnamige Durtonart und Minore die Rückkehr in die Haupttonart.